# Nhử cóc vào rọ
Chiến thuật Nhử cóc hay Nhử "cóc" vào rọ là chiến thuật quân sự được sáng tạo bởi Quân Giải phóng miền Nam Việt Nam (GP). Chiến thuật được sử dụng nhằm đối phó chiến thuật "nhảy cóc" trực thăng vận của Mỹ và Quân lực Việt Nam Cộng hòa (QLVNCH).

## Mô tả chiến thuật
Quân GP sẽ chọn lựa một cứ điểm của đối phương và lên kế hoạch tấn công. Việc tổ chức ban đầu là phán đoán khu vực xung quanh cứ điểm có những địa điểm nào thông thoáng mà trực thăng đối phương sẽ đáp để đổ quân, rồi bố trí vũ khí và quân chờ sẵn. Sau đó, cho một đội lính tấn công cứ điểm quân sự làm mồi nhử, khi viện binh Mỹ và QLVNCH chi viện đến họ sẽ bị quân GP tấn công trong một trận đánh mai phục. Chiến thuật này được tướng lĩnh Quân đội nhân dân Việt Nam gọi là nghệ thuật quân sự "dụ địch, điều địch".

## Lịch sử
Sự kiện đầu tiên ghi nhận sử dụng chiến thuật này là vào ngày 18 tháng 10 năm 1966, Bộ tư lệnh Mặt trận B3 quân Giải phóng quyết định mở Chiến dịch Sa Thầy (đoạn giáp tỉnh Kon Tum và tỉnh Gia Lai) nhằm tiêu diệt một bộ phận sư đoàn bộ binh 4 của Mỹ.